# Casa Barragán
Casa (Haus) Barragán ist ein Museum, das in der ehemaligen Wohnung und dem Atelier des mexikanischen Architekten und Pritzker-Preisträgers Luis Barragán untergebracht ist.
Das zwischen 1947 und 1948 in einem Vorort von Mexiko-Stadt errichtete Gebäude gilt als ein herausragendes Beispiel für Barragáns Schaffen nach dem Zweiten Weltkrieg und als ein Meisterwerk der modernen mexikanischen Architektur. Es zeugt von seiner Fähigkeit, persönliche Wohnräume zu schaffen, die sowohl funktional als auch ästhetisch ansprechend sind. Aus diesem Grund wurde das Gebäude 2004 in die Liste des UNESCO-Weltkulturerbes aufgenommen.

## Lage
Das Gebäudeensemble befindet sich im Arbeitervorort Daniel Garza in Tacubaya, einem Stadtteil von Mexiko-Stadt. Das Wohnhaus und Atelier von Luis Barragán bilden ein einziges Gebäude auf zwei benachbarten Grundstücken in einer kleinen Straße, der Calle General Francisco Ramirez, Hausnummern 12 und 14. In unmittelbarer Nähe liegt das ebenfalls von Barragán entworfenene Haus Ortega.

## Geschichte
Luis Barragán erwarb das Grundstück wahrscheinlich 1939, als er sein Interesse von der Immobilienspekulation auf die Architektur verlagerte. 1943 bezog er das Haus Ortega (Nr. 20), das er aus einem bestehenden Gebäude umbaute. Die ersten Entwürfe für das Haus Nr. 14 wurden für Frau Luz Escandón de R. Valenzuela angefertigt, doch Barragán entschied sich im Sommer 1948, das Gebäude selbst zu beziehen. Das restliche Grundstück wurde an die Familie Ortega verkauft.
Während der Bauphase entwickelte Barragán die Pläne für das Haus ständig weiter. Es diente ihm bis zu seinem Tod 1988 als Wohnsitz und als eine Art Laboratorium für seine architektonischen Experimente.
Das Gebäude wurde 1994 in ein Museum umgewandelt und 2004 ins UNESCO-Welterbe aufgenommen.

## Beschreibung

### Wohnhaus
Das Wohnhaus ist aus Beton gebaut und mit Gips verputzt. Es umfasst ein Erdgeschoss, zwei Obergeschosse und einen kleinen Privatgarten.

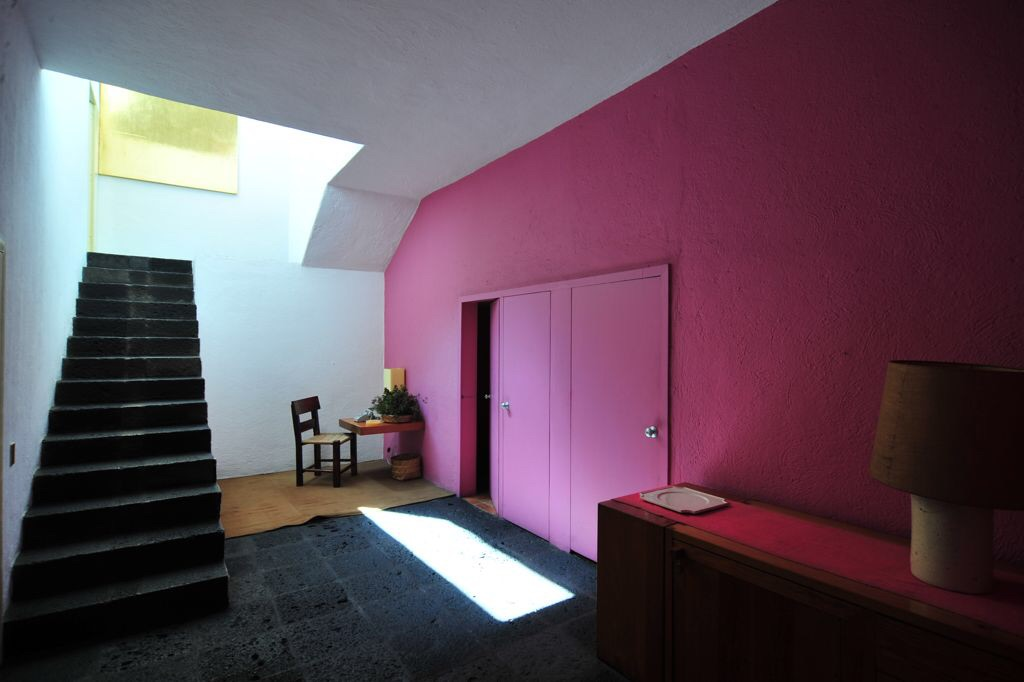
Vorraum mit einigen für Barragán typischen Merkmalen: Nutzung des Tageslichts, geometrische Formen, leuchtende Farben und Treppen ohne Geländer.

Der Zugang zum Wohnhaus erfolgt neben der Garage durch eine bescheidene Eingangstür, die in einen kleinen Flur führt. Von dort aus gelangt man in das Wohnzimmer mit Blick auf den Garten und in die nach Osten ausgerichtete Bibliothek. Einige Trennwände wurden erst nachträglich eingefügt. Das separate Esszimmer ist sowohl vom Flur als auch vom Wohnzimmer aus zugänglich, angrenzend befinden sich ein kleiner Frühstücksraum und die Küche, die alle zum Garten hin offen sind. Im ersten Obergeschoss liegen das Schlafzimmer, ein Gästezimmer mit Nebenräumen und ein „Nachmittagszimmer“. Diensträume und eine Dachterrasse befinden sich im zweiten Obergeschoss. Die Etagen sind über eine schmale, geländerlose Treppe verbunden.
Die Raumhöhen variieren, um unterschiedliche Raumerlebnisse zu schaffen, wobei das Wohnzimmer eine doppelte Raumhöhe aufweist.

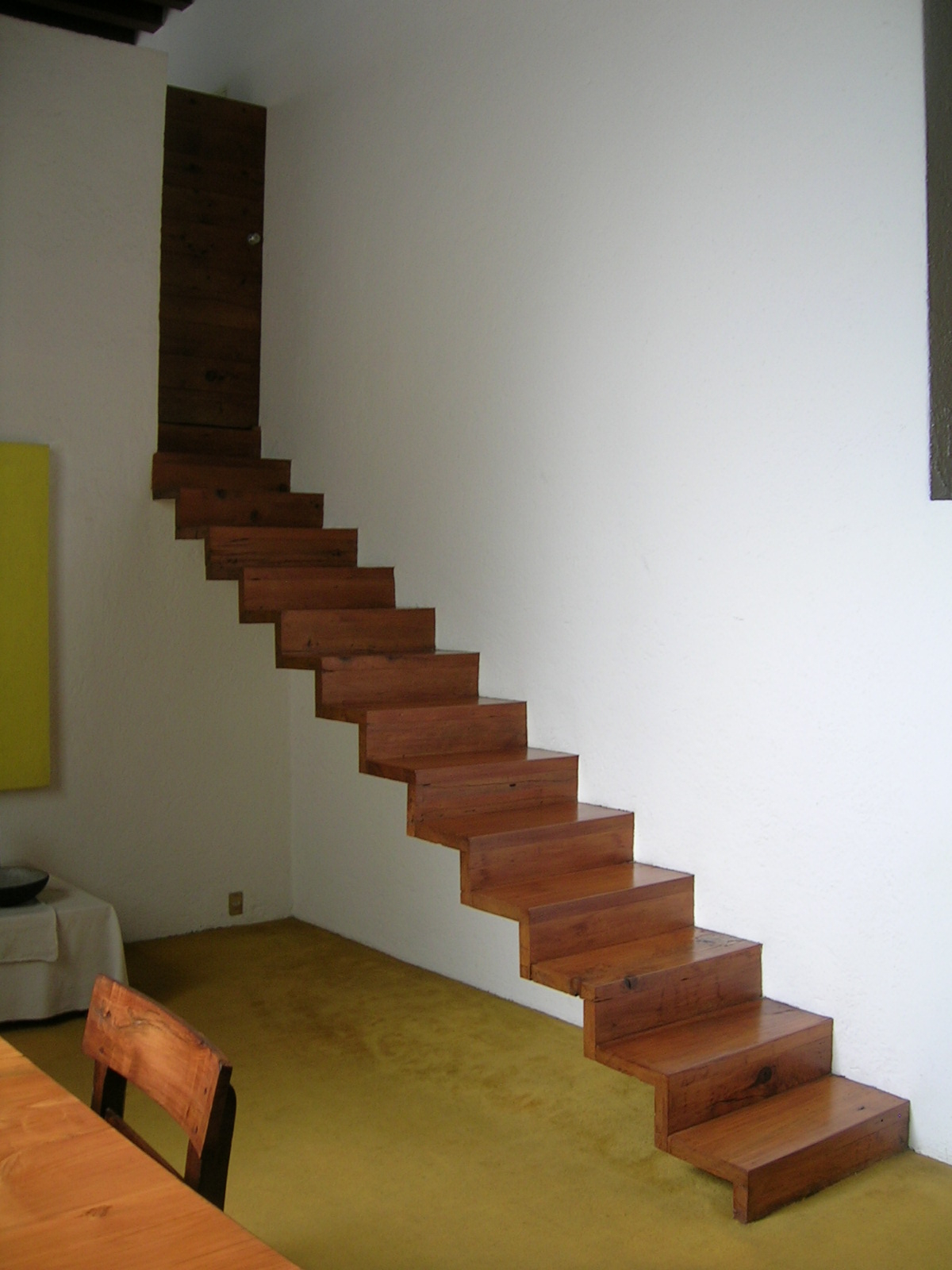
Treppe im Lesesaal
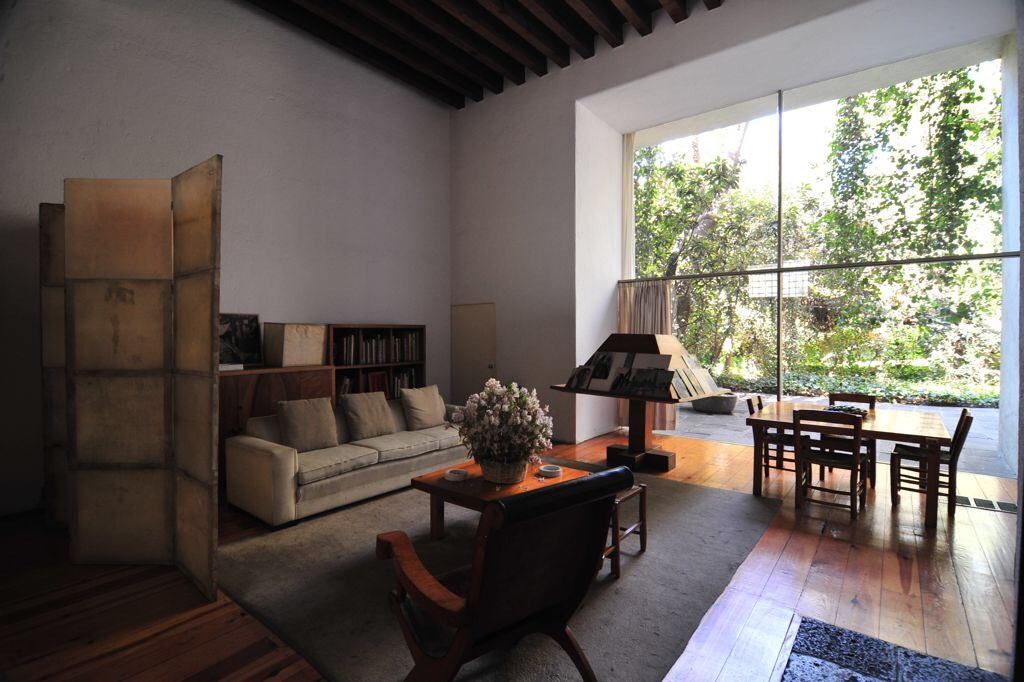
Wohnzimmer mit Blick auf den Garten
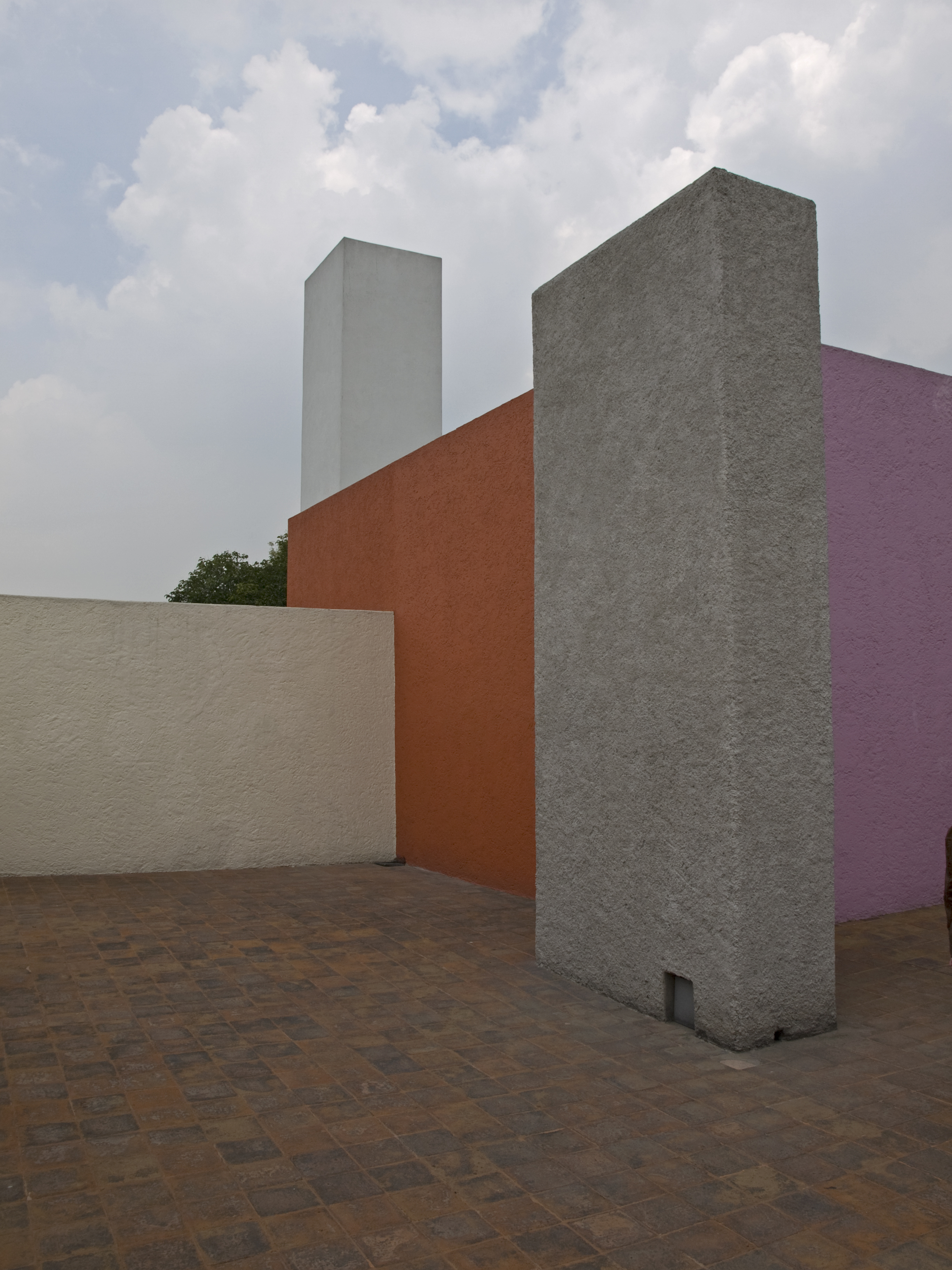
Dachterrasse
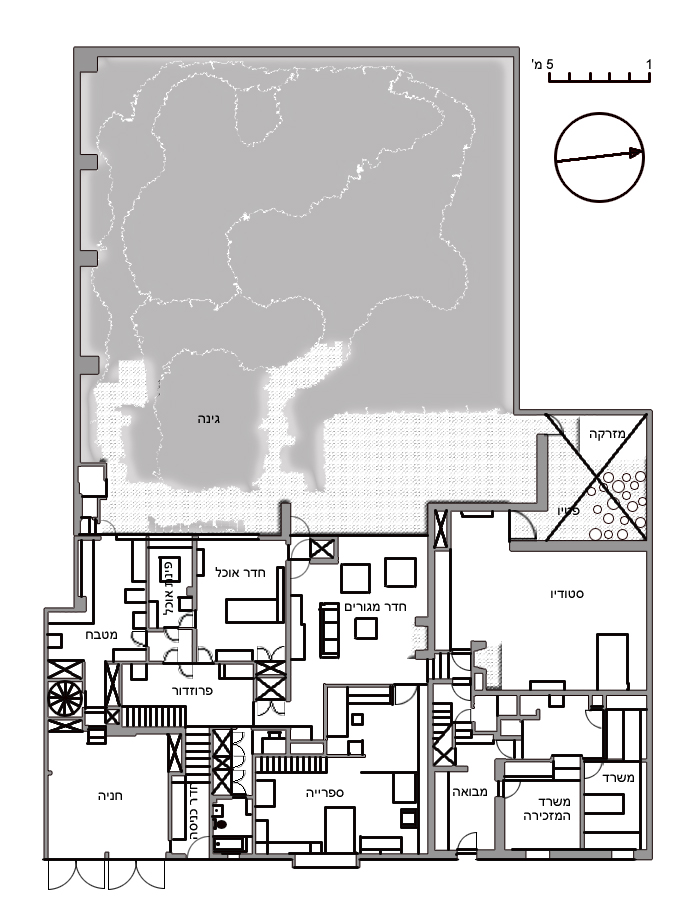
Grundriss

### Atelier
Das Atelier nimmt den nördlichen Teil des Gebäudes ein und hat einen direkten Eingang von der Straße sowie einen internen Zugang vom Wohnzimmer aus. Der Hauptraum des Ateliers ist über einen Innenhof mit dem Garten verbunden. Zur Straße hin gibt es zwei kleine Büroräume und im Obergeschoss ein kleines Privatbüro.

### Garten
Der Garten war ursprünglich als große Rasenfläche angelegt, entwickelte sich aber später zu einem üppigen, fast Wildgarten, der an alte Obstgärten erinnert. Er ist hauptsächlich in verschiedenen Schattierungen von Grün gehalten, mit Ausnahme der weißen oder orangefarbenen Jasmin- und Narzissenpflanzen.

## Aufnahme als Weltkulturerbe
2004 wurde die Casa Barragán in die Liste des Weltkulturerbes aufgenommen. Die Jury begründete ihre Entscheidung damit, dass Haus und Atelier von Barragán in dem modernen Baustil ein Meisterwerk der neuen Entwicklungen darstellten, die traditionelle, philosophische und künstlerische Strömungen in eine neue Synthese integriere. Die Arbeit von Barragán zeige die Integration moderner und traditioneller Einflüsse, die eine wichtige Auswirkung besonders auf das Design von Gärten und städtischen Landschaftsanlagen gehabt hätten.

## Museum
Das Museum bietet dem Besucher einen Überblick über das Werk Barragáns und die Einflüsse, die seine Architektur geprägt haben. Es gehört zur Stiftung Arquitectura Tapatía Luis Barragán und wird vom Bundesstaat Jalisco betrieben.
Das Museum beherbergt Originalmöbel und persönliche Gegenstände Barragáns sowie eine Sammlung mexikanischer Kunst aus dem 16. bis 20. Jahrhundert mit Werken von Künstlern wie Picasso, Diego Rivera und José Clemente Orozco. Es kann nur nach Voranmeldung und in Begleitung eines Führers besichtigt werden.